# アンブレーヴの戦い
アンブレーヴの戦い （フランス語:Bataille de l'Amblève）は、716年に現在のベルギーのアメル付近で行われた、宮宰カール・マルテル率いるアウストラシア軍と、フランク王キルペリク2世・ネウストリア宮宰ラガンフリド・フリースラント王レッドボット率いるネウストリア・フリースラント連合軍の間の戦い。直前のケルンの戦いでの敗北から持ち直したカール・マルテルはここで連合軍を破り、以降は生涯不敗であった。

## 概要
ケルンの戦いでネウストリア・フリースラント連合軍に敗れたカール・マルテルは、アイフェルで支持者と軍勢を再結集した。ネウストリア、フリース人、ザクセン人の攻撃にさらされていたアウストラシア人は、ピピン家唯一の成人であるカール・マルテルに期待を寄せ、その勢力に参加した。 カール軍はケルンから帰還する途中、正午の休みを取っているキルペリク2世らをアンブレーヴで攻撃し、偽装退却をかけた。防衛陣地から引きはがされた連合軍は、反転して攻勢に転じたカール軍に打ち負かされた。
戦闘に勝利したカール・マルテルは、プレクトルードがケルン市のために王やラガンフリドに払った莫大な身代金の大半を奪い返した。